# Brian Sims
Brian Kendall Sims (né le 16 septembre 1978) est un élu du parti démocrate du Parlement de Pennsylvanie, représentant de la 182e circonscription. Élu en 2012, c'est un avocat de profession et un défenseur des droits des homosexuels. Il a été le premier élu ouvertement homosexuel à devenir représentant du Parlement de Pennsylvanie.

## Enfance et études
Sims est né à Washington D.C. d'un père et d'une mère tous deux lieutenants colonel de l'armée. Il a vécu dans dix-sept états différents avant de s'installer en Pennsylvanie au début des années 1990. Il a, par la suite, terminé ses études universitaires en 2001 à la Bloomsburg University, à Bloomsburg en Pennsylvanie. En 2000 Sims était le co-captaine de l'équipe de football américain de l'université de Bloomsburg. C'était d'ailleurs un athlète reconnu. C'est aussi à ce moment-là que Sims déclare son homosexualité. Ce faisant, il devint le premier capitaine de football américain universitaire ouvertement homosexuel de toute l'histoire de la NCAA.
En 2004, Sims obtint le diplôme de Juris Doctor en droit comparé et international à l'université de droit du Michigan.